# نيكولاس أليفي
نيكولاس أليفي (بالإيطالية: Nicholas Allievi)‏ (20 أبريل 1992 في إيطاليا - ) هو لاعب كرة قدم إيطالي في مركز الدفاع. لعب مع نادي فيرالبيسالو وUC AlbinoLeffe ‏.

## روابط خارجية
- نيكولاس أليفي على موقع قاعدة بيانات كرة القدم.إي يو (الإنجليزية)
- نيكولاس أليفي على موقع Soccerway.com (الإنجليزية)